# 제바스티안 다이슬러
제바스티안 토니 다이슬러(독일어: Sebastian Toni Deisler, 1980년 1월 5일, 바덴뷔르템베르크주, 뢰라흐 ~ )는 은퇴한 독일의 축구 선수이다. 포지션은 오른쪽 윙 미드필더 또는 공격형 미드필더였다.
뛰어난 재능으로 인해 독일 축구의 미래로 여겨졌으나, 잦은 부상과 우울증 등으로 인해 완전하게 성장하지 못한 채 2007년 1월 16일 27세의 나이로 은퇴했다.

## 클럽 경력

### 보루시아 묀헨글라트바흐
다이슬러는 6살 때 FV 툼링겐에 입단했으며, 15세때 푸스발-분데스리가의 보루시아 묀헨글라트바흐에 스카우트되어 1995년부터 1998년까지 유스팀에서 성장했다. 1998년부터 프로 선수로 뛰기 시작하며 첫 시즌인 1998-99 시즌에 17경기에 나와 1골을 넣었다.

### 헤르타 BSC 베를린
1998-99 시즌에 보루시아 묀헨글라트바흐가 강등되자 다이슬러는 헤르타 BSC 베를린으로 이적했다. 아직 19세였고, 1998년에 오른쪽 다리의 반월판, 1999년에 십자 인대를 부상당했지만 곧 헤르타 BSC 베를린의 공격의 핵심 인물로 자리잡기 시작했다. 그러나 2001년 10월 오른쪽 다리의 활액막이 파열되어 나머지 시즌을 뛸 수 없었다.
이 때 독일의 신문 빌트는 다이슬러가 FC 바이에른 뮌헨으로 이적할 것이라는 기사를 보도했다. 다이슬러는 2천만 마르크를 받았고 2002-03 시즌부터 FC 바이에른 뮌헨에서 뛰기로 합의했다. 다이슬러는 제안을 수락한 것을 미리 알리지 않은 것에 대해서 언론과 팬들의 질타를 받았다.

### FC 바이에른 뮌헨
다이슬러는 2002년 여름 FC 바이에른 뮌헨에 입단했고 5월에 부상당한 오른쪽 무릎을 수술했다. 다이슬러는 부상으로 인해서 자주 선발 출장할 수 없었고, 주변의 압박으로 인해 우울증에 시달려 2003년 11월부터 10주 동안 입원해 치료를 받았다. 몇개월 뒤 1군에 합류했으나 2004년 10월 우울증이 재발해 다시 치료를 받았다.
다이슬러는 2004-05 시즌에 1군에 합류할 수 있었고 2005년 경기의 대부분을 뛸 수 있었다. 미하엘 발락이 첼시 FC로 이적한 뒤 다이슬러는 FC 바이에른 뮌헨의 주전 미드필더로 자리를 잡아가려 했으나 2006년 3월 다시 오른쪽 다리의 활액막이 파열되어 나머지 경기를 뛸 수 없게 되었고, 자국에서 열린 2006년 FIFA 월드컵에 출전할 수 없게 되었다. 그 해 11월 복귀했으나 오른쪽 다리가 더 좋아질 것이라는 확신을 갖지 못해 2007년 1월 16일 은퇴를 선언했다.

## 국가대표팀 경력
다이슬러는 2000년 2월 23일 네덜란드전에서 독일 축구 국가대표팀 데뷔전을 가졌다. 이후 UEFA 유로 2000에 출전했다. 2000년 9월 2일 그리스와의 2002년 FIFA 월드컵 유럽 지역 예선에서 첫 득점을 기록했다.
그러나 다이슬러는 부상으로 인해서 2002년 FIFA 월드컵과 2006년 FIFA 월드컵을 모두 놓쳤고, UEFA 유로 2004에도 출전하지 못했다.

## 기타
다이슬러는 브라질 여성 에우니시 두스 산투스 산타나와 결혼해 아들 라파엘을 두었다.